# Плантиградно кретање
Плантиградно кретање је назив за кретање копнених кичмењака при коме се животиње на тло ослањају преко целе површине стопала, односно шаке. Стопало ових животиња се назива плантиградно стопало. Овакав тип кретања је примитиван за тетраподе и међу сисарима се среће код бубоједа, примата и неких звери.

## Упореди
- унгулиградно кретање
- дигитиградно кретање